# John Couch Adams
John Couch Adams (Laneast, Anglia 1819. június 5. –  1892. január 21.) angol matematikus, csillagász.

## Élete
Apja Thomas Adams wesleyanus misszionárius volt. John  Adams egy hétgyermekes család legidősebb fia volt. Tanulmányait kezdetben anyai nagybátyja J. C. Grylls tiszteletes irányításával végezte. 1859-ben a Cambridge-i egyetemen a csillagászat és geometria professzora lett, majd 1861-ben kinevezték a Cambridge-i obszervatórium igazgatójává.

## A Neptunusz felfedezése
Az Uránusz bolygó pályaháborgásáról először egy amatőrcsillagász, Hussey tiszteletes tett említést 1834-ben  George Biddell Airy cambridge-i professzornak írt levelében. Airy azonban szkeptikus volt. Ellentétben Airyvel Adams hitt abban, hogy az Uránusz pályaháborgásaiból ki lehetne számítani egy külső bolygó pályáját. Adams 1841-ben egyetemistaként határozta el, hogy az Uránusz pályaháborgásait felhasználva kiszámítja egy lehetséges új bolygó koordinátáit. 1845-ben számításai eredményeit elküldte Airynek, aki akkor már királyi csillagász volt.
Ezzel egy időben a francia Urbain Le Verrier hasonló számításokat végzett. Airy és beosztottja, Challis nem bizonyult elég ügyesnek, így végül
Le Verrier számításai alapján a berlini Johann Galle fedezte fel a Neptunuszt 1846-ban.